# Shirley Walker
Shirley Anne Walker (Napa, 10 aprile 1945 – Reno, 30 novembre 2006) è stata una compositrice e direttrice d'orchestra statunitense, nota soprattutto per il suo operato in ambito televisivo e cinematografico.
È stata una delle poche compositrici di colonne sonore a lavorare a Hollywood durante la sua carriera e una delle prime a guadagnarsi da apparire nei titoli di coda, come solista, in un importante film di Hollywood (preceduta solo da Suzanne Ciani per The Incredible Shrinking Woman del 1981) e secondo il Los Angeles Times, è ricordata come una pioniera delle donne nell'industria cinematografica.
Shirley scriveva quasi sempre le colonne sonore dei suoi film interamente a mano, e le orchestrava e dirigeva sempre da sola.
Ha vinto due premi Emmy nel corso della sua carriera, mentre l'ASCAP Shirley Walker Award è stato creato in suo onore nel 2014.

## Filmografia

### Cinema
- Black Stallion (The Black Stallion), regia di Carroll Ballard (1979)
- The End of August, regia di Bob Graham (1982)
- Touched, regia di John Flynn (1983)
- Il demone delle galassie infernali (Ragewar), regia di Dave Allen, Charles Band, John Carl Buechler, Steven Ford, Peter Manoogian, Ted Nicolaou, Rosemarie Turko (1984)
- Violenza (Violated), regia di Richard Cannistraro (1984)
- Ghoulies, regia di Luca Bercovici (1985)
- Cabal (film) (Night Breed), regia di Clive Barker (1990)
- Chicago Joe (Chicago Joe and the Showgirl), regia di Bernard Rose (1990)
- Uno sconosciuto alla porta (Pacific Heights), regia di John Schlesinger (1990)
- Strike It Rich, regia di James Scott (1990)
- Born to Ride (), regia di John Stamos (1991)
- Zanna Bianca - Un piccolo grande lupo (White Fang), regia di Randal Kleiser (1991)
- Avventure di un uomo invisibile (Memoirs of an Invisible Man), regia di John Carpenter (1992)
- Batman - La maschera del Fantasma (Batman: Mask of the Phantasm), regia di Eric Radomski e Bruce Timm (1993)
- True Lies, regia di James Cameron (1994)
- Fuga da Los Angeles (Escape from L.A.), regia di John Carpenter (1996)
- Turbulence - La paura è nell'aria (Turbulence), regia di Robert Butler (1997)
- Mystery Men, regia di Kinka Usher (1999)
- Final Destination, regia di James Wong (2000)
- Ritual, regia di Avi Nesher (2002)
- Final Destination 2, regia di David R. Ellis (2003)
- Willard il paranoico (Willard), regia di Glen Morgan (2003)
- Final Destination 3, regia di James Wong (2006)
- Black Christmas - Un Natale rosso sangue (Black Christmas), regia di Glen Morgan (2006)